# Roman Plewniak
Roman Plewniak (ur. 17 grudnia 1958 w Krakowie) – były polski piłkarz, grający na pozycji pomocnika.

## Kariera
Jest juniorem Wisły Kraków. W 1977 roku zadebiutował w pierwszym zespole Wisły. W sezonie 1977/1978 zdobył z tym klubem mistrzostwo Polski. W Wiśle grał do 1984 roku, występując łącznie w 19 meczach I ligi. Następnie został zawodnikiem Błękitnych Kielce. W klubie tym grał do 1992 roku. Później był jeszcze piłkarzem AKS Busko-Zdrój i Gwardii Szczytno.
W 1995 roku był trenerem AKS Busko-Zdrój. Ukończył Wyższą Szkołę Policji w Szczytnie. W latach 1999–2011 pracował w Wydziale Ruchu Drogowego Komendy Wojewódzkiej Policji w Kielcach.